# 天主教馬恩教區
天主教馬恩教區 （拉丁語：Dioecesis Manensis）是科特迪瓦一個羅馬天主教教區，屬加尼奧阿總教區。
教區成立於1968年6月8日，包括中卡瓦利區和十八山區，2004年有教友72,567人（佔轄區總人口5.0%）、廿四個堂區、卅二名司鐸。現任教區主教為加斯珀‧貝耶‧戈恩巴。